# Verpillières
Verpillières ist eine nordfranzösische Gemeinde mit 167 Einwohnern (Stand 1. Januar 2022) im Département Somme in der Region Hauts-de-France. Sie gehört zum Kanton Roye im Arrondissement Montdidier.

## Geografie
Verpillières liegt im Norden Frankreichs am Südrand des Départements Somme, 96 Kilometer nordöstlich von Paris, 28 Kilometer nördlich von Compiègne und etwa 20 Kilometer östlich von Montdidier, dem Hauptort des gleichnamigen Arrondissements. Nachbargemeinden von Verpillières sind Carrépuis im Nordwesten, Roiglise im Nordosten, Amy im Süden und Crapeaumesnil im Südwesten. Das Gemeindegebiet umfasst 487 Hektar, die mittlere Höhe beträgt 80 Meter über dem Meeresspiegel, die Mairie steht auf einer Höhe von 82 Metern. Die Avre streift die östliche Gemeindegrenze.
Verpillières ist einer Klimazone des Typs Cfb (nach Köppen und Geiger) zugeordnet: Warmgemäßigtes Regenklima (C), vollfeucht (f), wärmster Monat unter 22 °C, mindestens vier Monate über 10 °C (b). Es herrscht Seeklima mit gemäßigtem Sommer.

## Geschichte
Verpillières wurde als Velpillieur 1167 erstmals urkundlich erwähnt.
Nachdem Jean des Quesnes, genannt Carados, mit einem Teil der in Compiègne stationierten Truppen Roye im Zuge des Hundertjährigen Kriegs (1337–1453) für den französischen König eingenommen hatte, griffen die Engländer 1429 die geschwächten Franzosen bei Beuvraignes an. Es kam zu einer großen Schlacht, nach der Beuvraignes, Amy und Verpillières geplündert wurden. Die Soldaten stahlen das Vieh und brandschatzten. 1469 hatte Verpillières 42 feux (Haushalte), etwa 189 bis 210 Einwohner.
1522 griffen die Habsburger die Region an und brannten Solente, Ognolles, Roiglise, Beuvraignes, Verpillières und andere Ortschaften nieder. Die Bevölkerung floh in die Wälder, wer sich nicht rechtzeitig versteckte, wurde niedergemetzelt.
1636 hatte Gaston de Bourbon, duc d’Orléans Roye im Zuge des Französisch-Spanischen Kriegs (1635–1659) für die Franzosen eingenommen. Die französische Armee kampierte vier Tage lang in Verpillières. In der kurzen Zeit wurde die Ernte zerstört und 12 Häuser niedergebrannt. 1653 musste sich die Bevölkerung vor den spanischen Truppen im Wald und in den umliegenden Dörfern verstecken. 1661 bis 1664 wurde die Bevölkerung durch die Pest dezimiert. 1698 hatte Verpillières 200 Einwohner.
Der Winter 1708/1709 war sehr kalt. Am 30. April und am 15. Mai 1756 erschütterten Erdbeben die Ortschaft.
Im Ancien Régime, vom Mittelalter bis zur Französischen Revolution (1789–1799), war die Seigneurie Verpillières in mehrere Lehen unterteilt. 1586 gab es fünf Lehen.
Die Französische Revolution beendete das Lehnswesen, organisierte die Ortschaften neu und führte eine regelmäßige Volkszählung ein. 1793 erhielt Verpillières unter dem Namen Verpilliers den Status einer Gemeinde und 1801 durch die Verwaltungsreform unter Napoleon Bonaparte (1769–1821) unter dem heutigen Namen das Recht auf kommunale Selbstverwaltung. 1793 hatte die Ortschaft 203 Einwohner. Am wenigsten Einwohner hatte Verpillières im Jahr 1975 (122).
Im Ersten Weltkrieg (1914–1918) wurde das Schloss von Verpillières zerstört.

## Sehenswürdigkeiten
Die Kirche Saint-Martin wurde im 18. Jahrhundert wiedererbaut. In der Kirche befindet sich ein Taufbecken aus dem 16. Jahrhundert, das 1907 als Monument historique (‚historisches Denkmal‘) klassifiziert wurde.

## Wirtschaft und Infrastruktur
Es gibt eine Primarschule (école primaire) in Verpillières.
Der nächste Bahnhof befindet sich in der 12,1 Kilometer entfernten Ortschaft Nesle.